# Notanthidium subpetiolatum
Notanthidium subpetiolatum är en biart som först beskrevs av Carlos Schrottky 1910.  Notanthidium subpetiolatum ingår i släktet Notanthidium och familjen buksamlarbin. Inga underarter finns listade i Catalogue of Life.